# Stars 80, la suite
Pour les articles homonymes, voir Stars 80.
 (juillet 2025).
Si vous disposez d'ouvrages ou d'articles de référence ou si vous connaissez des sites web de qualité traitant du thème abordé ici, merci de compléter l'article en donnant les références utiles à sa vérifiabilité et en les liant à la section « Notes et références ».
Série
Stars 80
(2012)
Pour plus de détails, voir Fiche technique et Distribution.
Stars 80, la suite est une comédie française réalisée par Thomas Langmann, sortie en 2017. Ce film est la suite de Stars 80 sorti en 2012.

## Synopsis
Vincent et Antoine, fatigués des tournées qui rencontrent un grand succès, décident de partir en vacances avec toute la troupe Stars 80. Mais ils découvrent que leur comptable, Maurice, s'est tiré avec la caisse et qu'ils sont ruinés et menacés de dépôt de bilan. Afin de régulariser la situation, ils vont organiser le concert du siècle au Stade de France avec les plus grandes stars.

## Fiche technique
- Titre : Stars 80, la suite
- Réalisation : Thomas Langmann
- Scénario : Thomas Langmann
- Photographie : Eric Guichard
- Montage : Stratos Gabrielidis et Catherine Renault
- Décors : François Emmanuelli et Jérémie Duchier
- Costumes : Fabienne Katany
- Musique : Marc Chouarain
- Producteur : Thomas Langmann
- Production : La Petite Reine, TF1 Films Production et Wild Bunch, en association avec la SOFICA Palatine Etoile 14
- Distribution : Wild Bunch
- Pays d'origine :  France
- Langue : français
- Genre : comédie
- Durée : 112 minutes
- Dates de sortie : 
  -  France : 6 décembre 2017

## Distribution
- Richard Anconina : Vincent Richet
- Patrick Timsit : Antoine Miller
- Bruno Lochet : Willy
- Édouard Montoute : Michaël Marciano
- Christophe Kourotchkine : l'avocat de Vincent et Antoine
- Olivier Meurville : l'avocat de Marciano
- Anne Loiret : la juge du tribunal
- Eric Naggar : Jérôme Guittera, le banquier
- Jean-François Gallotte : Maurice, le directeur financier
- Juliet Lemonnier : Camille
- David Salles : Le directeur du Stade de France
- Audrey Looten : L'hôtesse de l'air

Et dans leur propre rôle
- Jean-Marc Généreux : en tant que coach
- Lio
- Jean-Luc Lahaye
- Gilbert Montagné
- Sabrina Salerno
- Jeanne Mas
- Phil Barney
- Début de soirée
- Cookie Dingler
- Emile et Images
- François Feldman
- Patrick Hernandez
- Joniece Jamison
- Jean-Pierre Mader
- Alec Mansion
- Peter et Sloane
- Jean Schultheis
- Kool and the Gang
- Chico and the Gypsies (crédités au générique 'Chico & les Gypsies')
- Renaud

## Box-office
- France : 325 723 entrées (fin d'exploitation après 7 semaines à l'affiche).
- Doté d'un budget de 20 051 988 €, le film est l'un des échecs commerciaux les plus retentissants de l'année 2017, ne rapportant que 1 669 909 €[1].

## Autour du film
- Contrairement au premier film, Alec Mansion est crédité sous son propre nom et non plus sous celui de son groupe (Léopold Nord et Vous) qui officiellement n'existe plus depuis 1989.
- Desireless est la seule Star 80 à ne pas avoir participé à ce second volet. Pour compenser son absence, la production a choisi Phil Barney en remplacement. Cependant, Barney ne chante à aucun moment sur scène dans le film.
- En montrant aux vedettes qu'il peut sans problème les remettre en forme, Jean-Marc Généreux fait une imitation du personnage de Tony Manero issue du film Staying Alive, au son de la chanson Far from Over, interprété par Frank Stallone. Par la suite, Lio contre Généreux en effectuant une imitation d'Alex Owens, héroïne du film Flashdance et ce, au son du tube Maniac par Michael Sembello. Une sorte de clin d'œil à la concurrence entre les deux films, respectivement sortis en 1983. Si Staying Alive connût un succès mitigé, Flashdance se haussa à la troisième place du box-office de 1983 au Canada et aux États-Unis.
- Pour des raisons économiques, la séquence finale du concert au Stade de France comporte des plans réutilisés du premier film notamment avec Jean-Luc Lahaye, Gilbert Montagné, Emile et Images, Patrick Hernandez et Jeanne Mas. Cependant, pour être bien en raccord notamment à certains changements d'apparence, certains plans de Lio, Sabrina et Cookie Dingler ont dû être filmés.